# Athyrium pitcairnense
Athyrium pitcairnense är en majbräkenväxtart som beskrevs av Edwin Bingham Copeland. Athyrium pitcairnense ingår i släktet Athyrium och familjen Athyriaceae. Inga underarter finns listade.